# Erica viscaria
Erica viscaria là một loài thực vật có hoa trong họ Thạch nam. Loài này được L. mô tả khoa học đầu tiên năm 1770.

## Hình ảnh

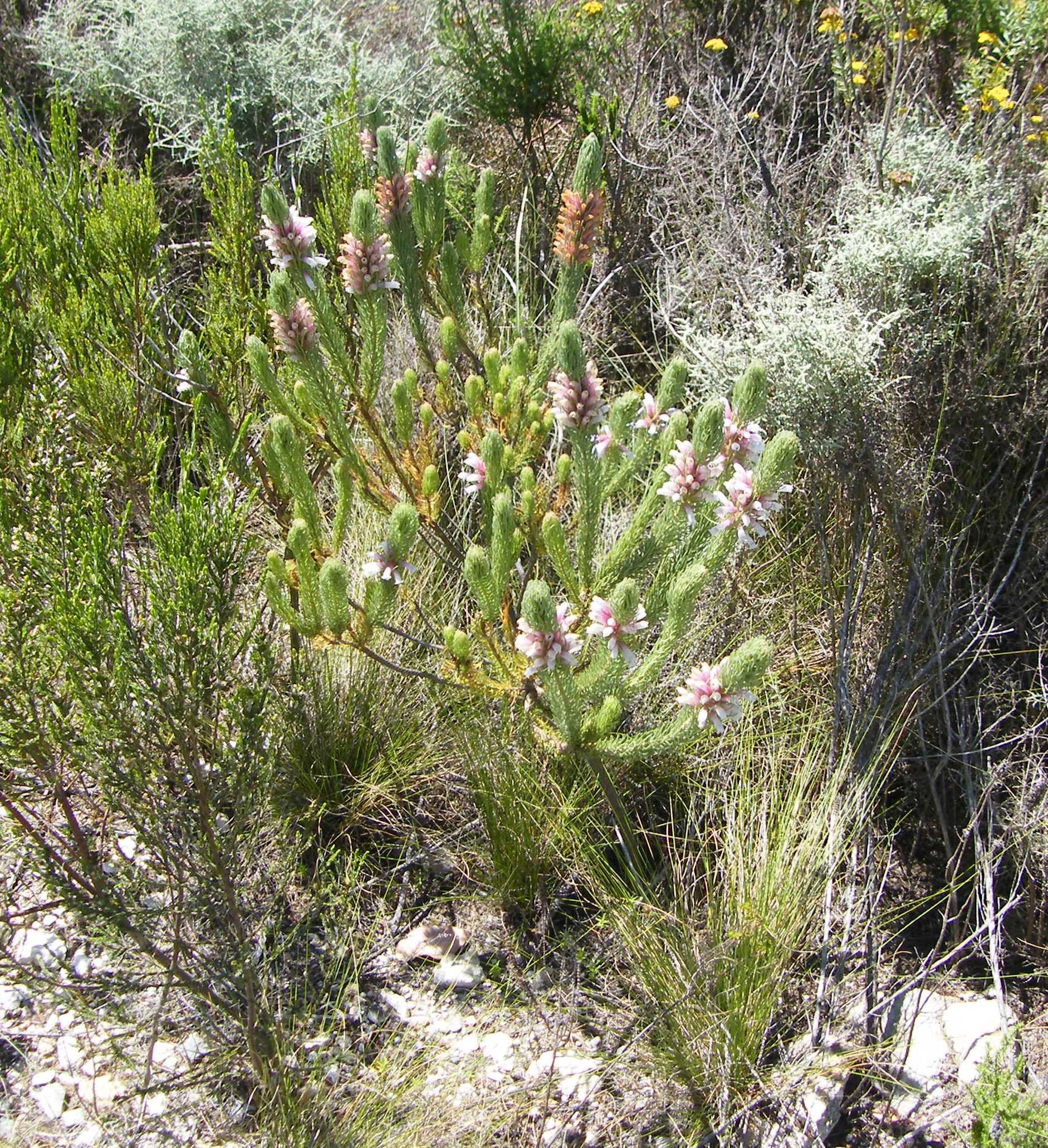
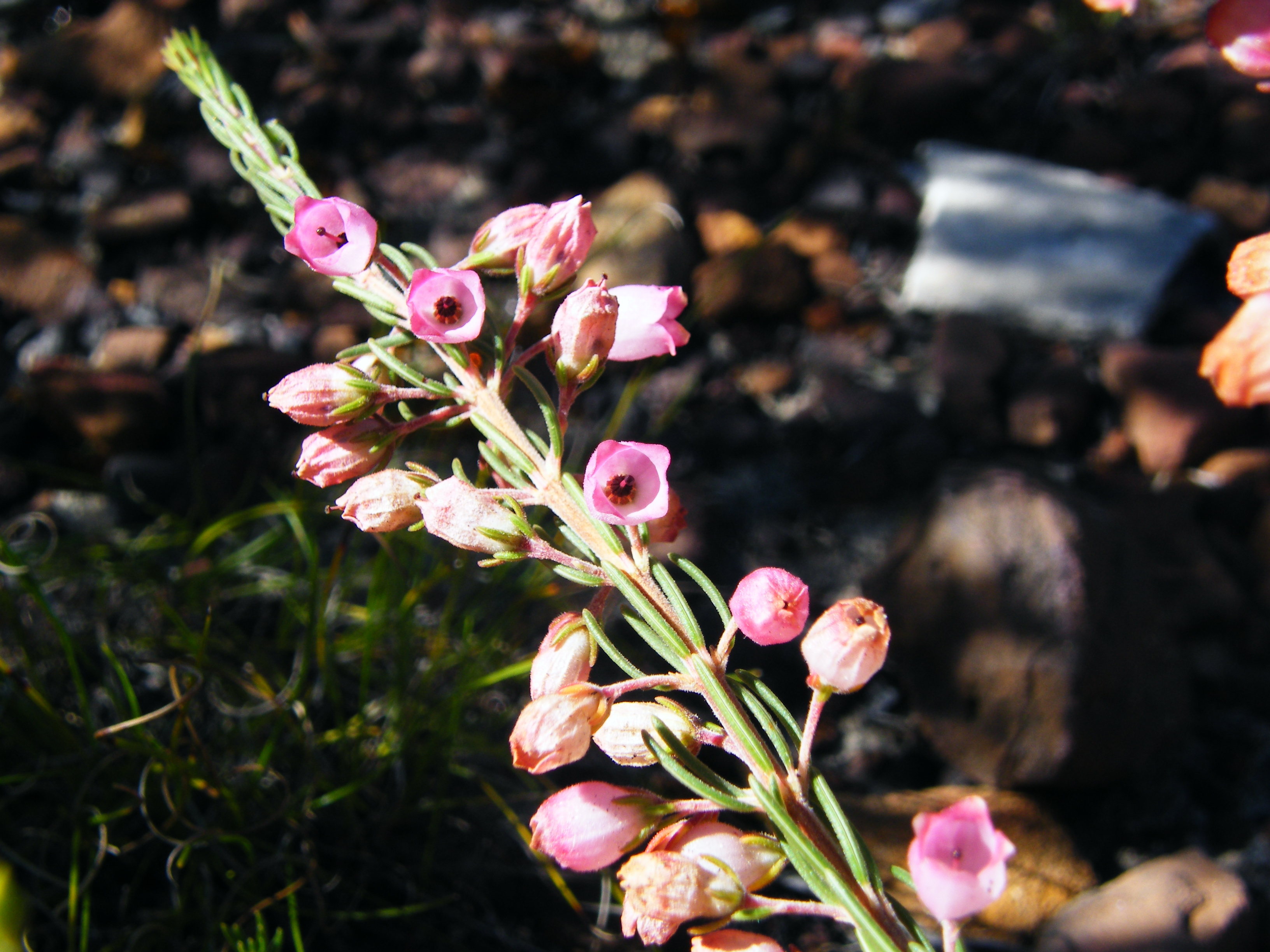
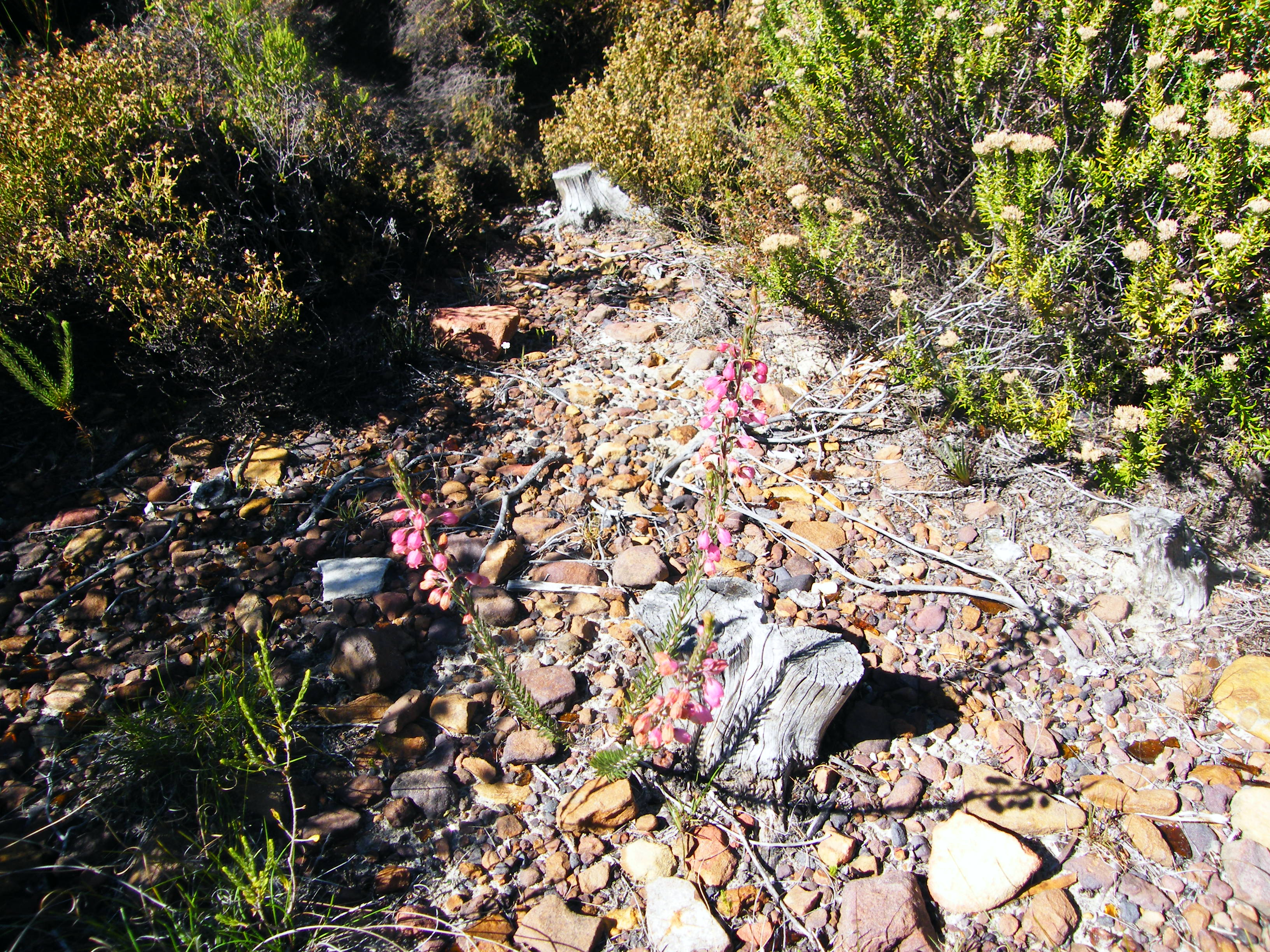
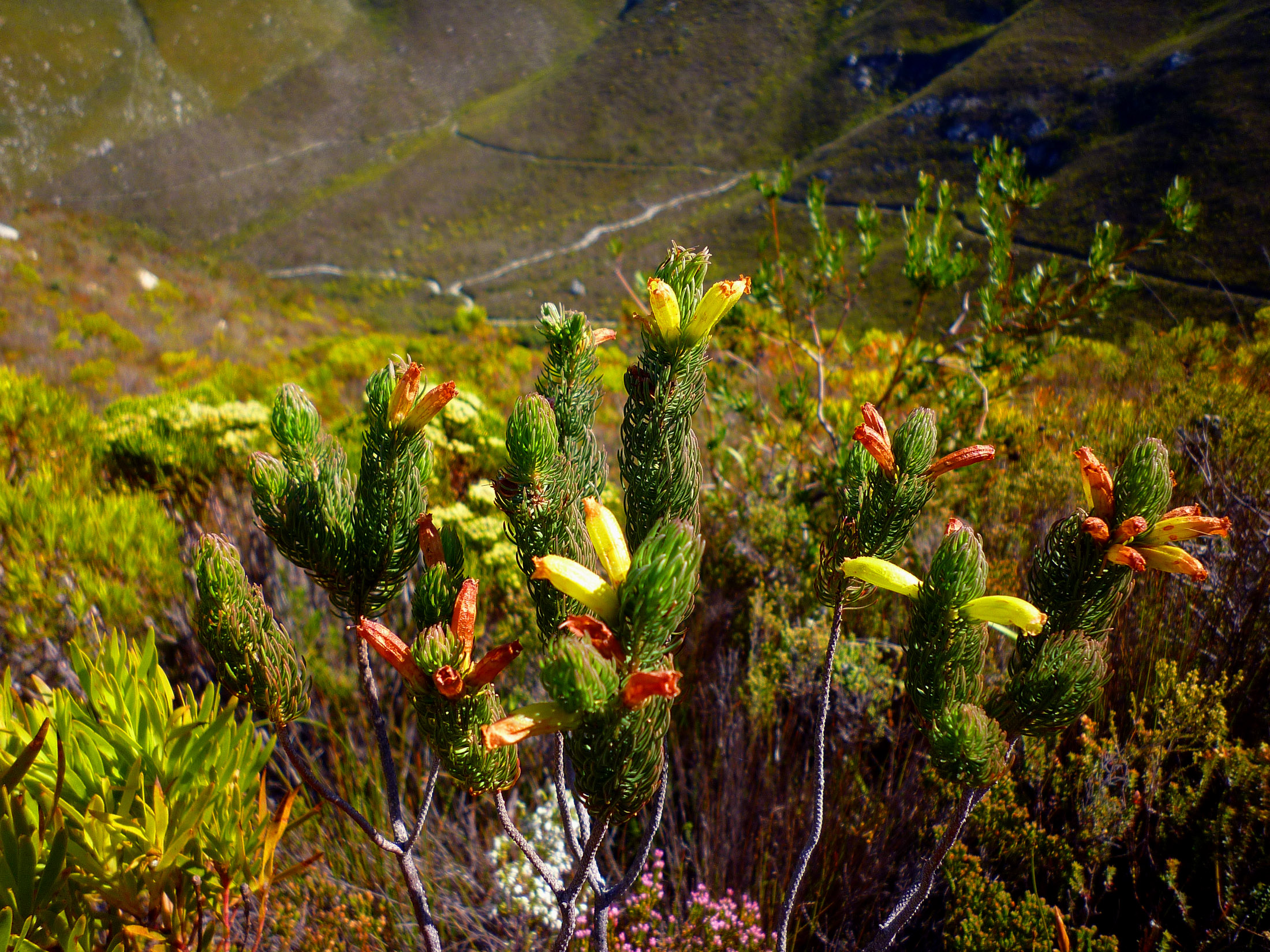